# Ábrahám-megállapodások
Az Ábrahám-megállapodások azokat a kétoldalú megállapodásokat jelölik, amelyeket Izrael kötött arab országokkal kapcsolataik normalizálására. Az első megállapodások Izrael, az Egyesült Arab Emírségek és Bahrein között 2020. szeptember 15-től hatályosak. Az Egyesült Államok közvetítésével létrejött egyezmény 2020. augusztus 13-án még csak Izrael és az Egyesült Arab Emírségek között jött létre, majd 2020. szeptember 11-én bejelentették az Izrael és Bahrein közötti újabb megállapodást. Az Ábrahám-megállapodás hivatalos aláírási ceremóniájának az Egyesült Államok adott otthont 2020. szeptember 15-én a Fehér Házban. A kettős megállapodás részeként az Egyesült Arab Emírségek és Bahrein is elismerte Izrael szuverenitását, lehetővé téve a teljes körű diplomáciai kapcsolatok kialakítását.
Az a fejlemény, hogy Izrael diplomáciai kapcsolatokat létesített az Egyesült Arab Emírségekkel és Bahreinnel, az arab–izraeli rendezés első példája volt az 1994-es izraeli–jordániai békeszerződés óta. Az Ábrahám-megállapodást Abdullatif bin Rasíd Al-Zajani bahreini külügyminiszter és Abdullah bin Zajed Al-Nahjan emírségi külügyminiszter írta alá Benjámin Netanjahu izraeli miniszterelnökkel, Donald Trump tanúskodása mellett. A megállapodásokat Trump veje és főtanácsadója, Jared Kushner valamint asszisztense, Avi Berkowitz tárgyalták le.
Az Ábrahám-megállapodás elnevezése az ábrahámi vallások – különösen a judaizmus, a kereszténység és az iszlám – közös hiedelmében gyökerezik Ábrahám, mint pátriárka által betöltött szerepével kapcsolatban.
2020 decemberében Marokkó csatlakozott az egyezményekhez, és normalizálta kapcsolatait Izraellel, miután a Trump-kormány elismerte a marokkói ellenőrzést a vitatott nyugat-szaharai régió felett. 2021 januárjában Szudán csatlakozott az Ábrahám-egyezményhez, és normalizálta kapcsolatait Izraellel, miután a Trump-kormány beleegyezett abba, hogy a külügyminisztérium eltávolítsa  Szudánt "terrorizmust támogató országok" listájáról,  és 1,2 milliárd dollár kölcsönt nyújtson Szudán támogatására, valamint hogy törölje adósságait a Világbankkal szemben.

## Háttér és tárgyalások
2020. január 28-án a Trump-kormányzat a Fehér Házban tartott ünnepségen bemutatta izraeli–palesztin békejavaslatát. A terv egyik eleme Ciszjordánia területének nagyjából 30%-ára Izrael joghatóságát irányozta elő, esetleg annak annektálását. 2020. június 12-én Yousef Al-Otaiba, az Emírségek amerikai nagykövete olvasói levélben követelte a ciszjordániai terület Izrael általi annektálásának leállítását. Otaiba nyílt levele az izraeli lakossághoz szólt aYedioth Ahronoth címlapján tették közzé. A Fehér Háznak is voltak fenntartásai az annexióval kapcsolatban, amit Berkowitz Netanjahuval 2020. június végi, három napos izraeli találkozóin tárgyalt. Berkowitz az annexió alternatíváját javasolta a találkozón: normalizálást az Egyesült Arab Emírségekkel.
2020. július 2-án Otaiba újra találkozott Berkowitzcal, az alternatív tervvel kapcsolatos további egyeztetésre. Az Iránnal szembeni közös ellentét mellett Otaiba aggodalmai, valamint a Kushnerrel és Berkowitz-cal folytatott tervezés segítette a tárgyaló feleket abban, hogy alternatív megoldást találjanak, amely végül 2020 augusztusában a normalizációs megállapodáshoz megkötéséhez vezetett. A megállapodás eredményeként az annektálást elhalasztották. Órákkal azután, hogy az Egyesült Államok bejelentette az Izrael és az Egyesült Arab Emírségek között létrejött normalizációs megállapodást augusztus 13-án, magas rangú bahreini tisztviselők léptek kapcsolatba Trump elnök főtanácsadójával, Jared Kushnerrel, valamint asszisztensével, Avi Berkowitz-cal, a következő üzenettel: „Szeretnénk mi lenni a következők.”
A következő 29 nap során Kushner és Berkowitz többször tárgyalt Bahreinnel, majd Bahreinbe utaztak. 2020. szeptember 11-én egy telefonhívás keretében Trump, Netanjahu és Bahrein királya megállapodtak. Az Ábrahám-megállapodás aláírásával, amelyre 2020. szeptember 15-én, a Fehér Ház déli gyepén került sor, a három ország hivatalosan is elkötelezte magát a megállapodás mellett. 
2020. október 23-án Izrael és Szudán is megállapodott a kapcsolatok normalizálásáról, így Szudán már a harmadik arab ország, amely két hónapon belül felhagy az ellenségeskedéssel. A megállapodásról az Egyesült Államok részéről Jared Kushner főtanácsadó, Avi Berkowitz közel-keleti megbízott, Robert O'Brien nemzetbiztonsági tanácsadó, Mike Pompeo külügyminiszter és Miguel Correa nemzetbiztonsági tisztviselő tárgyalt.
2020. december 10-én Trump elnök bejelentette, hogy Izrael és a Marokkói Királyság megállapodott a teljes körű diplomáciai kapcsolatok felvételéről. A megállapodás részeként az Egyesült Államok elismerte Marokkó szuverenitását Nyugat-Szahara felett.
2021. március 1-jén Mike Pompeo volt amerikai külügyminiszter a 2019-es Varsói Konferenciát nevezte meg az áttörés egyik fő forrásaként, amely kikövezte a normalizálás felé vezető utat.  A kétnapos konferencia célja az volt, hogy az Irán elleni fellépésre összpontosítson, bár a rendező nemzet igyekezett ezt a témát bagatellizálni, és a lengyel-amerikai zárónyilatkozat nem is említette Iránt.
A Varsóban jelenlévő 70 nemzet képviselői között számos arab tisztviselő volt, ami az 1991-es madridi békekonferencia óta először teremtett olyan helyzetet, amikor egy izraeli vezető és magas rangú arab tisztviselők is részt vettek ugyanazon a Közel-Keletre összpontosító nemzetközi konferencián. Az akkori madridi konferencia alapozta meg az oslói megállapodást. Benjamin Netanjahu izraeli miniszterelnök találkozott többek között Juszuf bin Alavi bin Abdullah ománi külügyminiszterrel is, akinek országában 2018 októberében járt. Két nappal Netanjahu akkori látogatása után bin Alawi egy bahreini konferencián javasolta, hogy ideje volt Izraelt úgy kell kezelni, mint a többi közel-keleti államot, de ezzel akkor Bahrein és Szaúd-Arábia tisztviselői nem értettek egyet.

## Dokumentumok

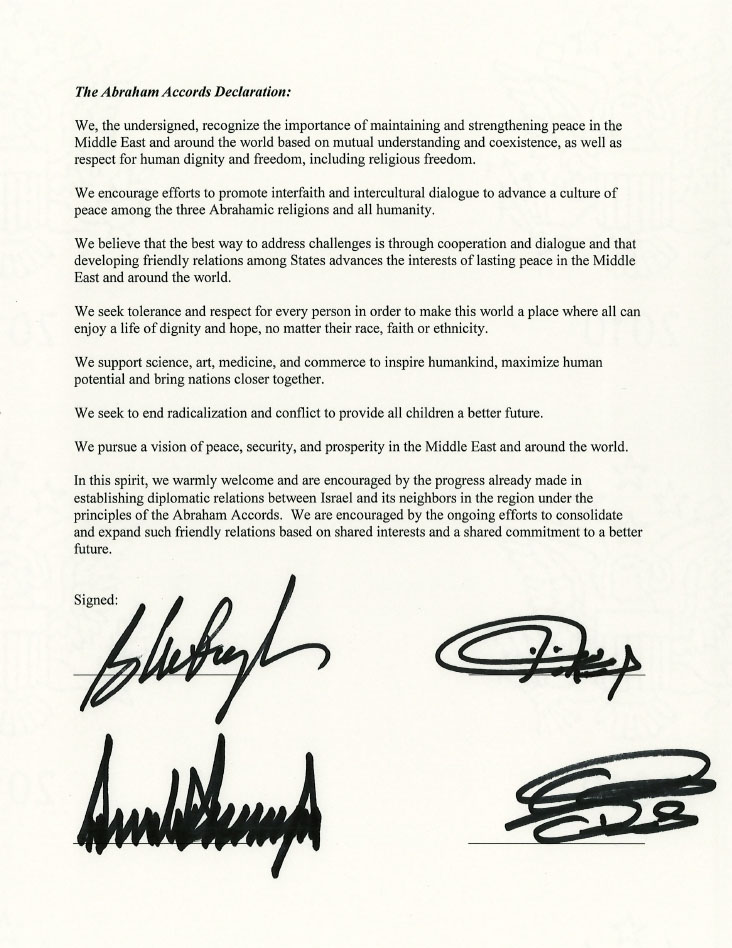
Az Ábrahám-megállapodás Nyilatkozat

Az Ábrahám-megállapodásokat a következő dokumentumok alkotják:
| Elnevezés                                   | Hivatalos cím | Dátum                | Aláírók                                                    | Teljes szöveg |
| ------------------------------------------- | --- | -------------------- | ---------------------------------------------------------- | ------------- |
| Nyilatkozat                                 | Az Ábrahám-megállapodások Nyilatkozata | 2020. szeptember 15. | Egyesült Államok, Izrael, Egyesült Arab Emírségek, Bahrain | [ 23 ]        |
| Izrael–Egyesült Arab Emírségek megállapodás | Ábrahám-megállapodás: Békeegyezmény: Megállapodás az Egyesült Arab Emírségek és Izrael között a békéről, a diplomáciai kapcsolatokról és a kapcsolatok teljes normalizálásáról | 2020. szeptember 15. | Izrael, Egyesült Arab Emírségek, Egyesült Államok (tanú)   | [ 24 ]        |
| Bahrain–Izrael megállapodás                 | Ábrahám-megállapodás: Békeegyezmény: Megállapodás Bahrain és Izrael között a békéről, az együttműködésről, és a konstruktív diplomáciai és baráti kapcsolatokról               | 2020. szeptember 15. | Bahrain, Izrael, Egyesült Államok (tanú)                   | [ 25 ]        |

## Utóhatás
Az aláíráskor Donald Trump amerikai elnök kijelentette, hogy hamarosan további öt ország következhet, köztük Szaúd-Arábia. Ezzel szemben egyes elemzők úgy vélték, hogy Szudán és Omán valószínűbb jelöltek lehetnek rövid távon. 2020. szeptember 23-án az Egyesült Államok ENSZ-nagykövete, Kelly Craft arra utalt, hogy „a következő egy-két napon belül” egy új ország fogja elismerni Izraelt.
2021. február 2-án Ned Price, az amerikai külügyminisztérium szóvivője kijelentette, hogy "az Egyesült Államok továbbra is sürgetni fogja a többi arab országot, hogy normalizálják kapcsolataikat Izraellel" és hogy ez a normalizálás "nem helyettesíti, vagy váltja ki az izraeli-palesztin békét… Reméljük, hogy Izrael és a régió más országai összefognak a közös cél érdekében, hogy hidakat építsenek, és... hozzájáruljanak ahhoz a célkitűzéshez, hogy előmozdítsák a tárgyalásos folyamatot az izraeliek és a palesztinok közötti béke érdekében."
2021. március 26-án egy 18 amerikai szenátorból álló csoport törvényjavaslatot terjesztett elő, amelyben utasítja a Külügyminisztériumot „az Ábrahám-egyezmény és egyéb kapcsolódó normalizációs megállapodások megerősítésére és kiterjesztésére Izraellel”.
A The Jewish Press szerint 2021. április 1-jén a külügyminisztérium szóvivőjét, Ned Price-t egy riporter arra kérte, hogy használja az Ábrahám-megállapodások nevet, de ő inkább a „normalizációs megállapodások” kifejezést választotta. Az Axios 2021. március 10-i jelentése szerint "a Biden-adminisztráció folytatni kívánja azt a folyamatot, amely Trump alatt kezdődött el, bár új megállapodások révén saját eredményeket óhajt elérni", és "nem lelkesedik a megállapodások Trump-féle elnevezéséért sem: Ábrahám-egyezmények. A Fehér Ház és a Külügyminisztérium inkább „normalizációs folyamatról” beszél.
Egy 2021-es, az Egyesült Arab Emírségek–Izrael normalizációt elemző tanulmány szerint ez a fejlemény a hazai és rendszerszintű politikai nyomásból ered, de a közel-keleti regionális biztonsági környezet dinamikája végső soron jobban magyarázza a normalizációt, mint folyamatot.

### Szudán
2020. szeptember 26-án Abdalla Hamdok szudáni miniszterelnök kijelentette, hogy Szudán nem hajlandó megfelelni az USA kérésének, és az Izraellel fenntartott kapcsolatai normalizálását összekötni az Egyesült Államok terrorizmus-listájáról való eltávolításával.
2020. október 23-án Szudán hivatalosan beleegyezett abba, hogy normalizálja kapcsolatait Izraellel, és csatlakozzon a szélesebb körű közel-keleti diplomáciai átrendeződéshez  az Egyesült Államok és Trump elnök által közvetített megállapodás keretében.  Az izraeli és szudáni vezetők eredetileg egy 2020 februári ugandai találkozón egyeztek meg abban, hogy a normalizálják kapcsolataikat, majd az Izrael és az Egyesült Arab Emírségek közötti normalizációs bejelentést követően felgyorsították a tárgyalásokat. Benjamin Netanjahu izraeli miniszterelnök kijelentette: "Ez egy új korszak. Az igazi béke korszaka. Egy olyan béke, amely további arab országokkal –az elmúlt hetekben hárommal – bővül." Az Egyesült Államok beleegyezett abba, hogy Szudánt törli a terrorizmust szponzoráló államok listájáról, feloldják a kapcsolódó gazdasági szankciókat, és előmozdítják az adósságelengedésről szóló tárgyalásokat. Szudán minden jogsértést tagadva beleegyezett abba, hogy 335 millió USD kártérítést fizet a terror amerikai áldozatainak. A szudáni miniszterelnök, Abdulla Hamdok hivatalos Twitter-üzenetben mondott köszönetet Trump elnöknek országa eltávolításáért a terrorizmust támogató államok listájáról, de nem említette az Izraellel kötött megállapodást.
2021 januárjában Szudán aláírta a nyilatkozatot, amelyben az Egyesült Államok teljesítette ígéretét, miszerint törli az országot a terrorizmust támogató országok listájáról, és megerősítette korábbi kötelezettségvállalását, hogy áthidaló kölcsönt nyújt az ország Világbank felé fennálló hátralékainak rendezésére, valamint 1 milliárd dollár éves támogatás nyújtására. 2021. április 6-án a szudáni kabinet jóváhagyta azt a jogszabályt, amely hatályon kívül helyezte az 1958-as törvényt, amely megtiltotta a diplomáciai és üzleti kapcsolatokat Izraellel.

### Marokkó
2020 decemberében Izrael és Marokkó megállapodott kapcsolataik rendezéséről az Izrael–Marokkó normalizációs megállapodásban, és az Egyesült Államok elismerte Marokkó igényét Nyugat-Szaharával kapcsolatban. A megállapodást később Algéria a Marokkóval fenntartott kapcsolatai egyoldalú megszakítása egyik okaként említette.
2021. november 24-én Benny Gantz izraeli védelmi miniszter közös biztonsági megállapodást írt alá Abd al-Latif Lodi marokkói védelmi miniszterrel. Ez volt az első alkalom, hogy Izrael nyíltan írt alá ilyen megállapodást egy arab állammal. A megállapodás hivatalossá tette a két ország védelmi kapcsolatait, lehetővé téve a védelmi intézményeik közötti gördülékenyebb együttműködést.

### Omán
Omán a 2020. november 3-i amerikai elnökválasztás utánra halasztotta az Izraellel fenntartott kapcsolatok normalizálásáról szóló döntést. 2021. február 11-én Badr al-Busaidi külügyminiszter kijelentette: „Izrael tekintetében elégedettek vagyunk jelenlegi kapcsolataink és párbeszédünk szintjével, amely magában foglalja a megfelelő kommunikációs csatornákat", hozzátéve, hogy Omán "elkötelezett az Izrael és a palesztinok közötti béke mellett, amely a kétállami megoldáson alapul."

### Bahrain
Az Ábrahám-megállapodás aláírása után Bahrein 2021. március 30-án Khaled Juszif ad-Dzsalahmát nevezte ki Bahrein első izraeli nagykövetévé.

### Jordánia
2021 novemberében Izrael, az Egyesült Arab Emírségek és Jordánia szándéknyilatkozatot írt alá arról, hogy évente 600 MW villamos energiát exportálnak Izraelbe, amelyet Jordániában az Egyesült Arab Emírségek kormányának tulajdonában lévő Masdar által épített napelemes farmok termelnek, míg Jordánia évente 200 millió köbméter Izrael által sótalanított vizet kapna. A programot 2021 szeptembere óta folyó titkos tárgyalásokon dolgozták ki. 2022 novemberében megújított szándéknyilatkozatot írtak alá.

## Gazdasági hatás
Míg Izrael és az Egyesült Arab Emírségek régóta de facto elismerték egymást az üzleti élet területén, beleértve a gyémántkereskedelmet és a csúcstechnológiai iparágakban, beleértve a mesterséges intelligenciát és a védelmi iparágat, a megállapodás sokkal szélesebb körű gazdasági kapcsolatok előtt nyitotta meg az utat, a hivatalos beruházásokat is beleértve. 2021 novemberében az OurCrowd Arabia lett az első izraeli kockázati tőketársaság, amely működési engedélyt kapott az Abu Dhabi Befektetési Irodától, 2022 novemberében pedig az OurCrowd elindította az Integrated Data Intelligence Ltd.-t (IDI), amely mesterséges intelligencia szolgáltatást kínál Abu Dhabi üzleti partnerek részére, az Abu Dhabi Befektetési Irodával közös 60 millió dolláros befektetés részeként. Az OurCrowddal együtt 2022 novemberében irodát nyitott a Liquidity Group fintech vállalat egy 545 millió dolláros állami ösztönző program részeként.
Számos izraeli és egyesült arab emírségekbeli jogi vállalkozás, köztük ügyvédi irodák és egészségügyi szolgáltatók jelentettek be együttműködési projekteket. A Lisot izraeli vízminőség-vizsgáló cég az elsők között volt azon cégek között, amelyek közvetlenül szállítottak Dubajba. Az Egyesült Arab Emírségekben számos kóser éttermet nyitottak a zsidó látogatók kiszolgálására. Az Abu Dhabi Befektetési Iroda megnyitotta első külföldi fiókját Izraelben. Az Egyesült Arab Emírségek befektetői kezdtek részesedést szerezni olyan izraeli vállalkozásokban, mint a Beitar Jerusalem futballcsapat, a Haifa Port Company, és az Israir Airlines.
Az izraeli védelmi minisztérium szerint 2020-ban az izraeli védelmi export értéke elérte a 791 millió dollárt azon országokba, amelyekkel újonnan normalizálták kapcsolatukat.

## Környezeti hatás
2021. augusztus 14-én az Associated Press arról számolt be, hogy Izrael és az Egyesült Arab Emírségek között 2020-ban az Ábrahám-egyezmény keretei között létrejött egy titkos olajügylet. Ebben Eilat, az izraeli üdülőváros, a nyugati piacok felé tartó emírségi olaj rakodóhelyévé vált volna. A folyamat nagy valószínűséggel veszélyeztetné a Vörös-tengeri zátonyokat, amelyeken a bolygó legváltozatosabb koralltelepei élnek. Mivel az öböl vizein Jordánia, Egyiptom és Szaúd-Arábia is osztozik, egy ilyen fejlemény feltehetően az ő ökoszisztémáikat is érintené.

## Együttműködés
2020. december közepén az Egyesült Arab Emírségekből és Bahreinből egy delegáció látogatott Izraelbe azzal a céllal, hogy a normalizációs folyamat részeként kulturális csereprogramokat folytassanak. A delegációk megbeszélést tartottak Reuvén Rivlin izraeli elnökkel. 2021 januárjában a Tel Aviv International Salon, Sharaka és az OurCrowd közös eseményt szervezett azzal a céllal, hogy a Perzsa-öböl országai és Izrael állam között megvalósítsák a „béke üzletét”.
2021. március 23. és 25. között egy virtuális hackathon eseményt szervezett az Israel-is, amelyre a hazaiakon kívül az Egyesült Arab Emírségekből, Bahreinből és Marokkóból érkeztek résztvevők. Később, 2021. március 27-én rendezvényt szerveztek a holokauszt nemzetközi emléknapja alkalmából, amelyen ismét részt vett az Egyesült Arab Emírségek, Bahrein és Marokkó, valamint Szaúd-Arábia.
2021 márciusában az izraeli és az egyesült arab emírségekbeli nemzeti rögbiválogatott lejátszotta első mérkőzését az Ábrahám-megállapodás tiszteletére. 2021 júniusában az Egyesült Arab Emírségekből, Bahreinből, Marokkóból és Egyiptomból érkeztek influenszerek a Magen David Adomhoz, az izraeli mentőszolgálathoz, amely Magen David Adom „életmentő munkájára és technológiai szakértelmére összpontosított”. A látogatásról film készült, amelyet a "Finding Abraham" című filmben használtak fel, amelyet az ENSZ-ben, az Ábrahám-egyezmény 2021. szeptemberi aláírásának évfordulóján mutattak be.

## Lásd még
- Arab–izraeli konfliktus

## Fordítás
Ez a szócikk részben vagy egészben  az   Abraham Accords című angol Wikipédia-szócikk ezen változatának fordításán alapul.  Az eredeti cikk szerkesztőit annak laptörténete sorolja fel. Ez a jelzés csupán a megfogalmazás eredetét és a szerzői jogokat jelzi, nem szolgál a cikkben szereplő információk forrásmegjelöléseként.